# Euthalia soregina
Euthalia soregina är en fjärilsart som beskrevs av Hans Fruhstorfer 1913. Euthalia soregina ingår i släktet Euthalia och familjen praktfjärilar. Inga underarter finns listade i Catalogue of Life.